# District Komi-permiak
 (avril 2018).
Si vous disposez d'ouvrages ou d'articles de référence ou si vous connaissez des sites web de qualité traitant du thème abordé ici, merci de compléter l'article en donnant les références utiles à sa vérifiabilité et en les liant à la section « Notes et références ».
Le district Komi-permiak, ou district autonome de Komi-permiak (russe : Коми-Пермяцкий Aвтономный Oкруг) était un des districts autonomes de la Russie. Fondé le 26 février 1925 en tant que division administrative dédiée au peuple des Komi-permiak, une branche du peuple Komis, ce district disparait le 1er décembre 2005 à la suite d'une fusion avec l'oblast voisin de Perm.

## Histoire
Le district autonome de Komi-Permyak fut créé le 26 février 1925, sous le nom de district national de Komi-Permyak, comme subdivision administrative de l'ancien oblast de l'Oural. Le 17 janvier 1934, cet oblast fut aboli et divisé en un certain nombre de régions, dont l'oblast de Sverdlovsk, dont Komi-Permyak était alors une dépendance. Le 3 octobre 1938, l'oblast de Perm fut créé et Komi-Permyak devient alors une dépendance du nouvel oblast. En 1977, le nom de la région devient "district autonome" au lieu de "district national".
En 1992, après la chute de l'URSS, il devient un sujet fédéral de Russie au sein de la fédération de Russie; tout en étant administrativement subordonnée à la région de Perm. En 2003, un référendum concernant la possibilité d'une fusion avec l'oblast de Perm est organisé au sein des deux entités administratives. La majorité des votants du district et de l'oblast se prononce en faveur de la fusion des deux régions en une seule entité fédérale. La conséquence directe de ce vote est que le 1er décembre 2005, le district autonome de Komi-Permiak fusionne avec l'oblast de Perm pour former la nouvelle région du kraï de Perm; ce qui fait de lui le premier district autonome de Russie à perdre ce statut, sur les six qui ont fusionné entre 2005 et 2008. 
Malgré cette fusion, le district a gardé un budget séparé de celui du kraï pour la période 2006-2008, conservant ainsi tous les transferts budgétaires venant de la fédération de Russie. Après 2008, le budget du district est pleinement intégré à celui du nouveau kraï. Cette période de transition fut intégrée dans le processus de fusion avec Perm, car le district de Komi-Permiak dépendait fortement des subsides fédéraux et une coupure brutale de ceux-ci aurait été dommageable à son économie.